# Thrixspermum clavatum
Thrixspermum clavatum là một loài thực vật có hoa trong họ Lan. Loài này được (J.König) Garay miêu tả khoa học đầu tiên năm 1972.